# Біржай
Біржай (лит. Biržai, пол. Birże) — місто на півночі Литви, адміністративний центр Біржайського району Паневежського повіту. Розташований за 201 км на північ від Вільнюса, недалеко від кордону з Латвією, поблизу озера Шірвена (лит. Širvėna), на річках Апашчя (лит. Apaščia) і Аглуона (лит. Agluona). Кінцева станція залізничної гілки від Паневежиса (67 км; прокладена в 1938). Пивоварний завод, також льоноткацька фабрика, заводи льонообробний, залізобетонних конструкцій, консервний і маслоробний. Краєзнавчий музей. Палац відновлений у (1985).

## Назва
За однією версією, назва пов'язана з литовською назвою берези (лит. beržas), оскільки поселення було засноване у великому березняку. За іншою версією, назва зобов'язана слову лит. biržė, що означає порубку, ділянка вирубаного лісу.

## Історія

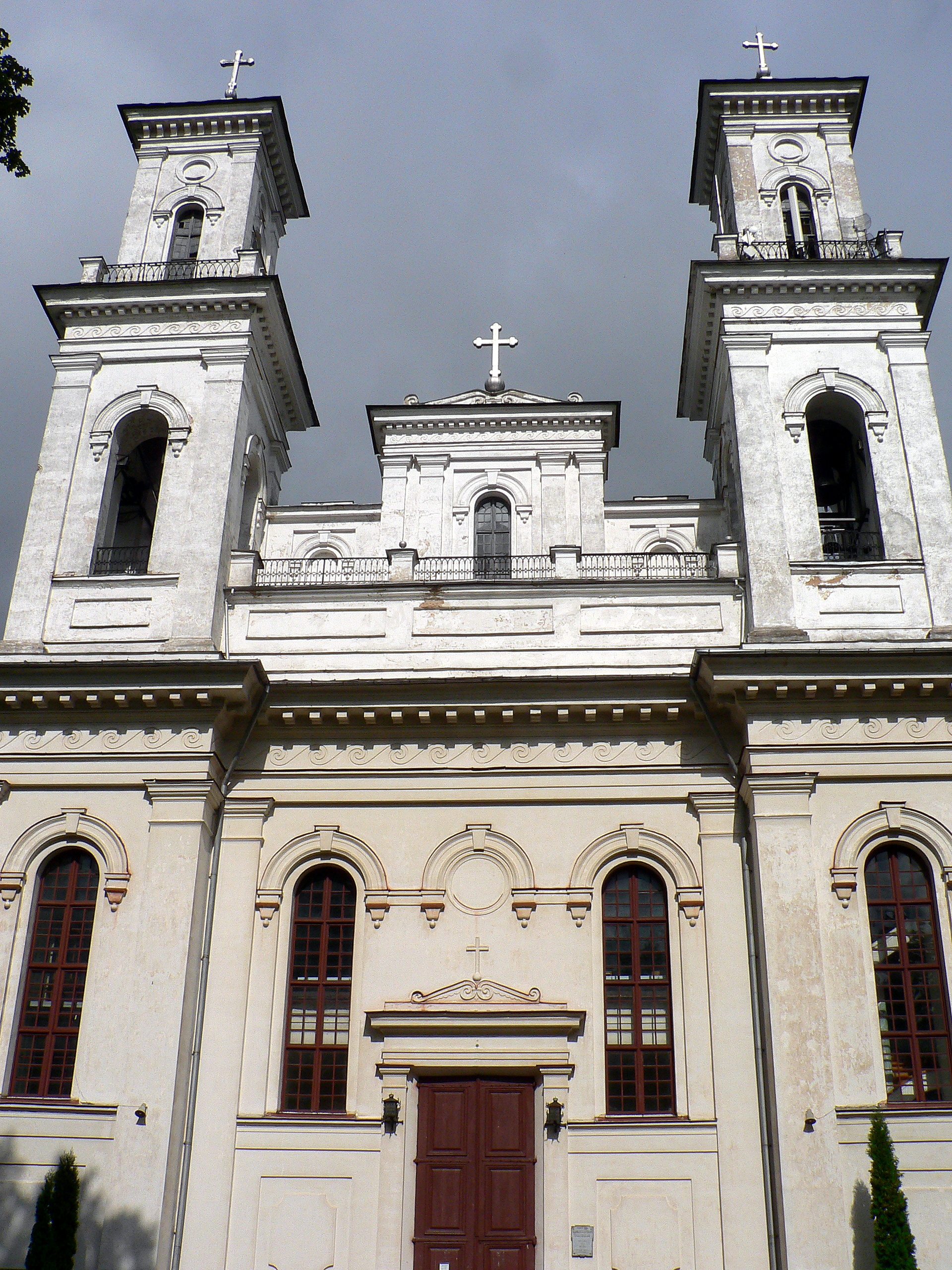
Костел Святого Івана Хрестителя

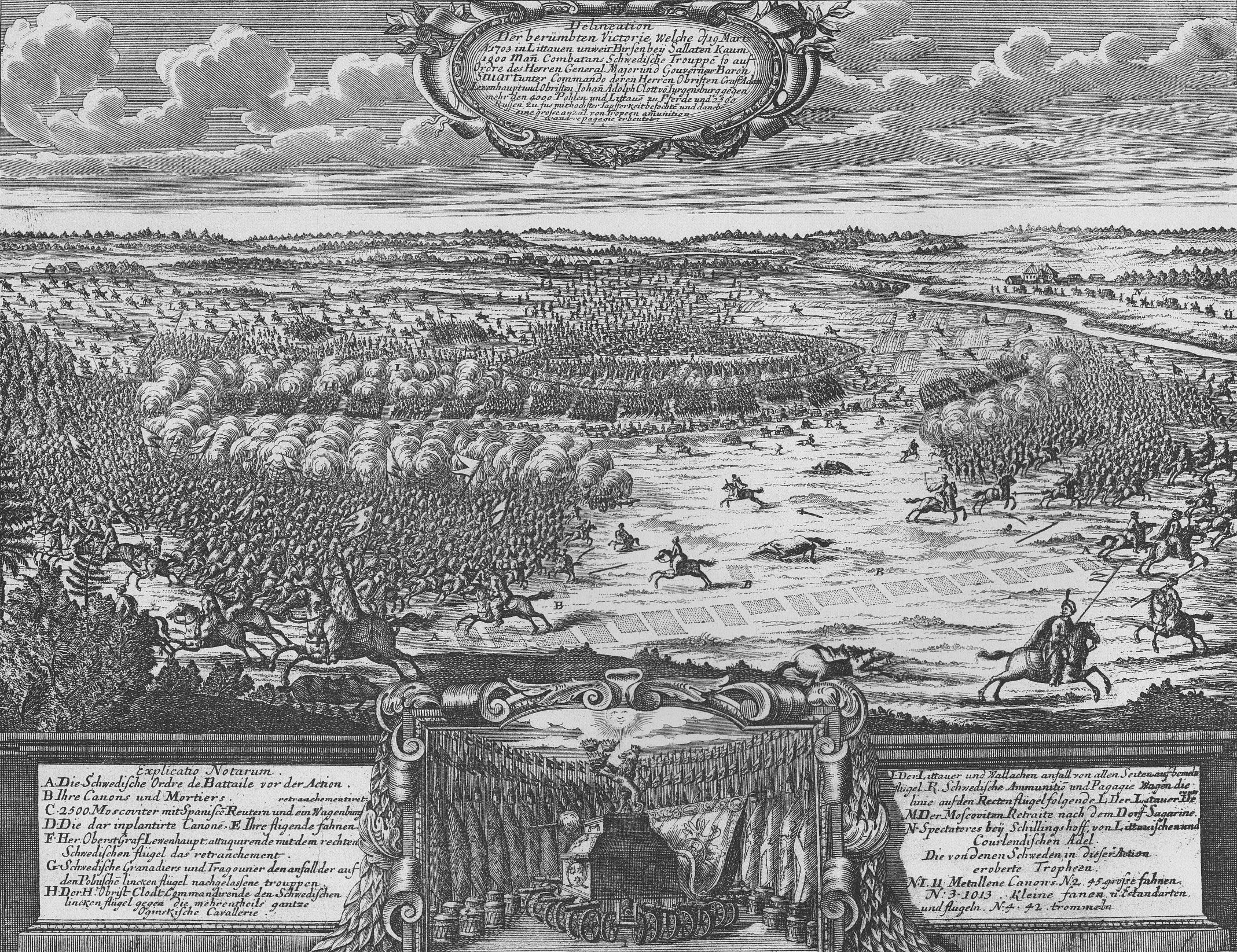
Битва під Біржаєм, 1703

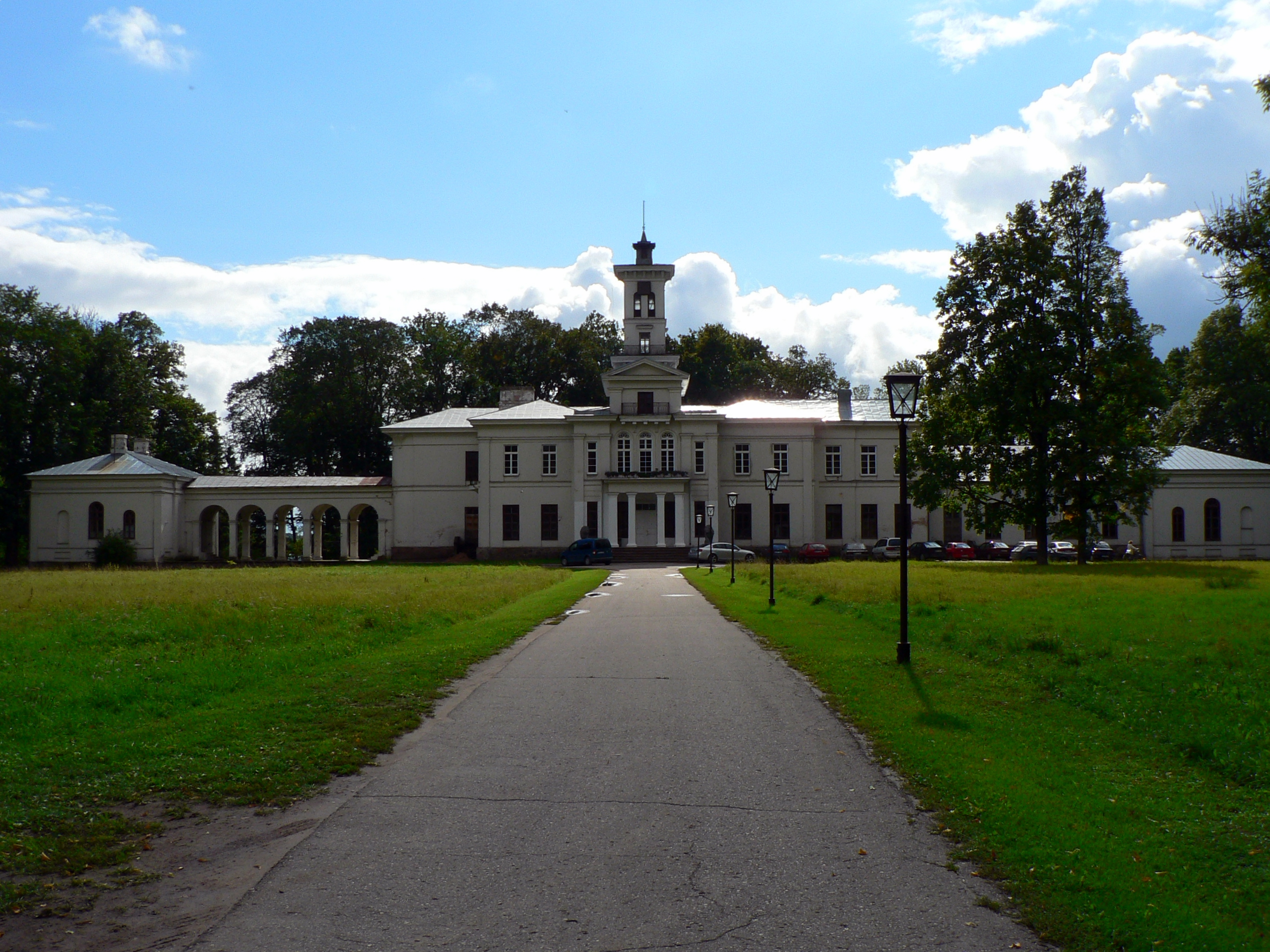
Палац Тишкевичів

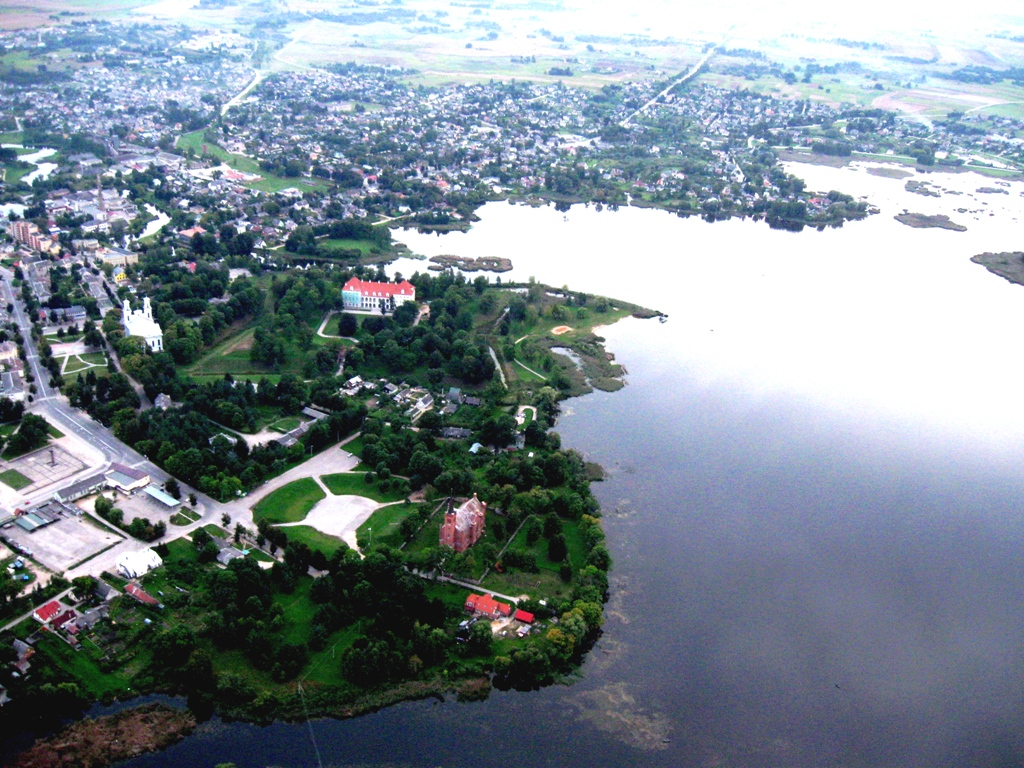
Озеро Ширвена

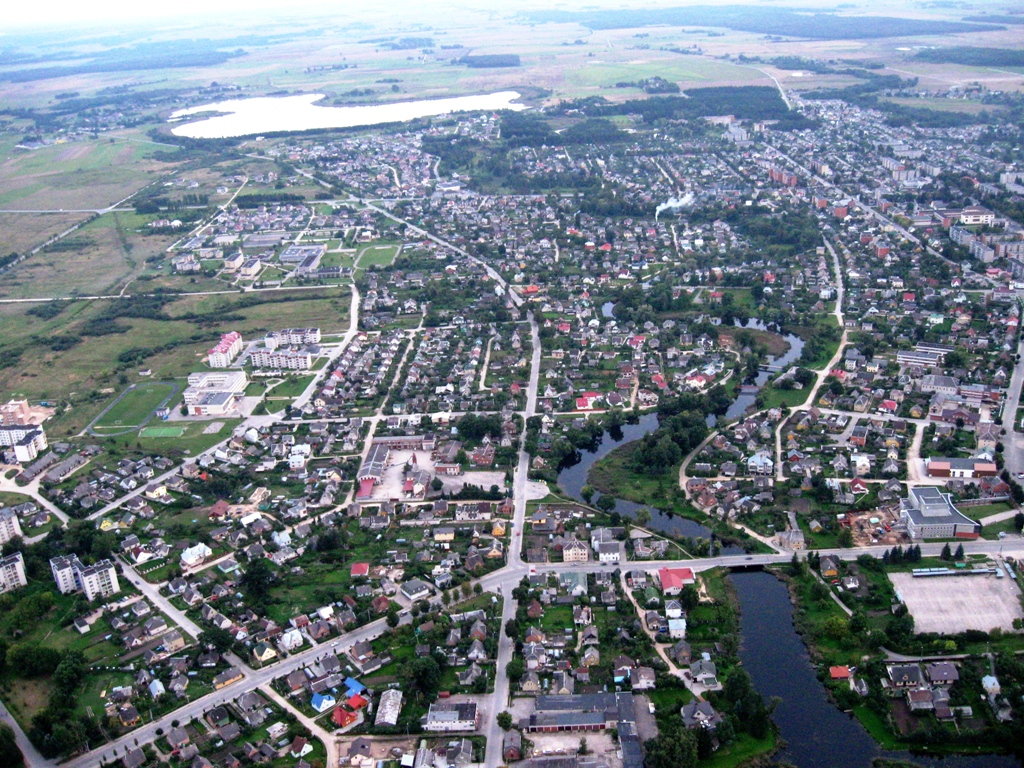
Біржай

Територія нинішнього міста була заселена ще в добу неоліту, 5000 років тому. В околицях Біржая жили племена жемгалів (могильник Астравос 8-11 ст.). Перша письмова згадка місцевости  1455 року; король Казимир IV Ягеллончик подарував ці землі одному з Радзивіллів, які й володіли Біржаєм з XVII століття. Перший костел був побудований 1500 року.  
Як містечко Біржай згадується з 1520 року. Містечко лежало на важливому стратегічному тракті Риґа - Вільнюс. 16 століття місто мало привілей змушувати всіх, хто їхав з Риги до Вільнюса, зупинятися. Від 1547 Біржай став центром Біржайського князівства, а незабаром — прикордонною фортецею Великого князівства Литовського та Лівонії. 25 січня 1549 Жигимантас Август спеціальним привілеєм підтвердив Біржаю статус князівства.
З 1564 до 1731, коли Мікалоюс Радзивіл Рудасіс став євангелістським реформатором, до Біржаєм володіла протестантська гілка Радзивіллів. 1586–1589 збудовано мурований Біржайський замок — резиденцію Радвілів (з ініціативи К. Радвіла-Перкунаса). 1587 з оборонних міркувань був створений найстаріший ставок у Литві площею 336 га — озеро Шірвенас (лит. Širvenos ežeras) —  з перегороджених річок Аглуона та Апащя. Він був частиною системи водних шляхів, що сполучала Біржай з Ризьким портом. В 1587 році побудовано євангельську реформатську церкву, в перші десятиліття 17 ст. - ратушу та інші громадські споруди, місто було оточене валами та оборонними стінами. У євангельсько-реформатській церкві з 1597 була початкова школа, яка 18 ст. переросла в гімназію. Кріступас Радзивілл Яунасіс (1585–1640) видав міські правила торгівлі, запровадив заходи громадського управління.
1589 містечко отримало маґдебурзьке право. На початку XVII століттяа тут облаштувалися караїми з Тракаю.
Місто сильно постраждало під час війн зі Швецією в 1625 і 1657, Біржайський замок зруйновано.
1661–1662 архітектор Т. Крель-Спіновскіс перепланував і розширив Біржай, а у другій пол. XVII ст., разом із Біржайським замком, місто було перебудоване. \
У 1686 діяли шкіряні, кравецькі, ковальські, ткацькі майстерні, купецьке товариство. Після утворення німецької громади в 1636 побудована євангелічно-лютеранська церква, 1687 при ній створено початкову школу. В 1701 у Біржайському замку була укладена угода між російським царем Петром I і польським королем Августом II про спільні дії проти шведів. Замок знову було зруйновано (його підірвали шведи), а згодом, у 1704 місто було спалене під час Північної війни. 

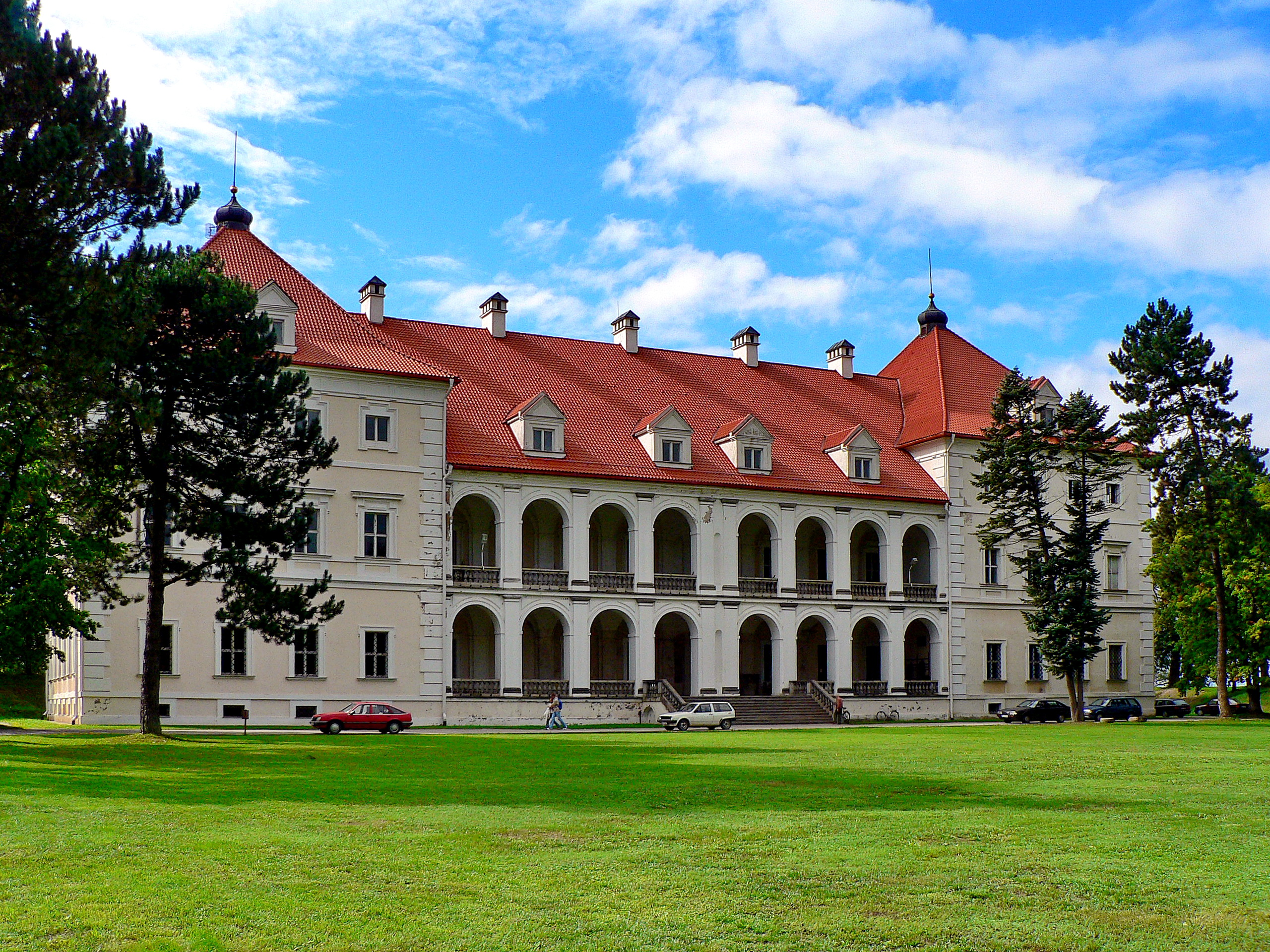
Замок Радзивіллів

В 1731 місто перейшло у власність несвізької гілки Радзивіллів, потім до Тишкевичів (1794). Почалися гоніння на протестантів. Місто втратило своє колишнє значення. 1792 Біржаю було надано привілей на оновлення, але в 1794 і воно скасовується. 

### 19 століття
У 1804 місто потрапило під управління Тишкевичів, а з 1844 Біржай — майорат Тишкевичів. В Астраві була збудована резиденція Тишкевичів (маєток). У 1863, під час Січневого повстання біля Біржаю відбулися Біржайські битви. У 1865 зусиллями російського уряду збудована російська церква.
У 2-й пол. 19 ст. місто розрослося. У 1880 туи було вже 20 вулиць, 536 будинків, 40 крамниць, кілька сотень ремісників. Перед Першою світовою війною були засновані заводи з переробки льону і вовни, діяли три млини, споживче товариство, друкарня, яка стала прес-центром Північної Литви. 1908 створено 4-класну школу, акторський гурток «Ліра», який діяв у 1912-1915. 1918 створено музично-драматичне товариство «Mūza». 1917 засновано середню школу «Saulė».

### 20 століття. Міжвоєнний період
У 1919 Біржай окупований більшовиками, згодом визволений партизанами Йонішкелі.
У міжвоєнні роки Біржай став важливим містом у північній Литві. У 1921 вузькоколійна залізниця Шяуляй-Пасваліс була продовжена до Біржая. 1930 в Астраві була заснована фабрика «Siūlo», яка переробляла лляну продукцію з околиць. Працювало 2 млини, 3 лісопилки, пивоварня, молочарня, понад 20 ремісничих майстерень, електростанція. 1932працювало 228 магазинів, 5 готелів, 2 кінотеатри.
У 1934 діяло 14 відділів незалежних громадських товариств і 46 відділів організацій культури. Біржай був церковним центром Литви, куди стікалися паломники з рідних релігійних громад: католики, євангелісти-лютерани, методисти, баптисти, та ін. В 1923 р. в місті було 666 будинків, у 1934 р. - 1039.

### Роки окупації
Під час нацистської окупації у 1941 в Астраві було розстріляно близько 3000 людей. Під час Другої світової війни, у 1944 тут були  бої між Червоною Армією та німецькою армією. Зруйновано 70% будівель і весь центр міста. 29 липня армія під проводом Івана Баграмянаса зайняла Біржай, але знову втратила його під час німецької контратаки, тож 6 серпня нацисти знову захопили Біржай.
У 1941 і 1944-1952 рр. з міста було виселено 214 жителів до УРСР. 26 жовтня 1944 питовські партизани звільнили з міської тюрми 48 арештантів.
У післявоєнні роки Біржай був відбудований, але старе місто не збереглося, національні пам'ятки були знесені. Найважливішими підприємствами залишалися реконструйований завод «Siūlas» і пивоварний завод, побудований іншими підприємствами, а також завод залізобетонних конструкцій, харчова промисловість і хлібзаводи. 1958 Астравас приєднаний до Біржая.
13 жовтня 1988 в Біржаї була створена ініціативна група «Sąjūdis». 20 листопада над замком піднято державний прапор. 1994 до міста збудовано газопровід. 29 червня 1993 в Біржії було підписано угоду про сухопутний державний кордон відновленої Литви та Латвії.

## Населення

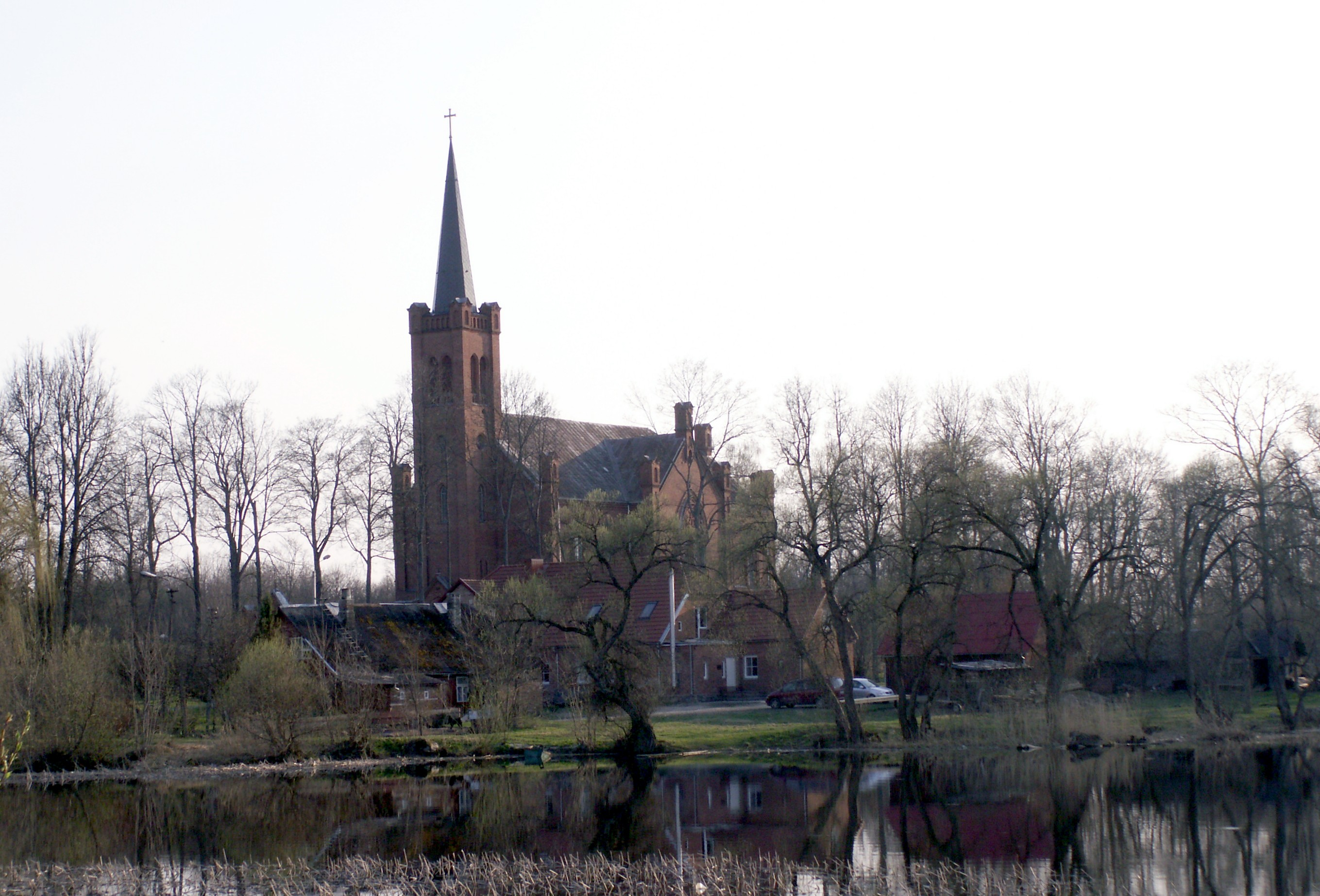
Біржайська реформатська церква.

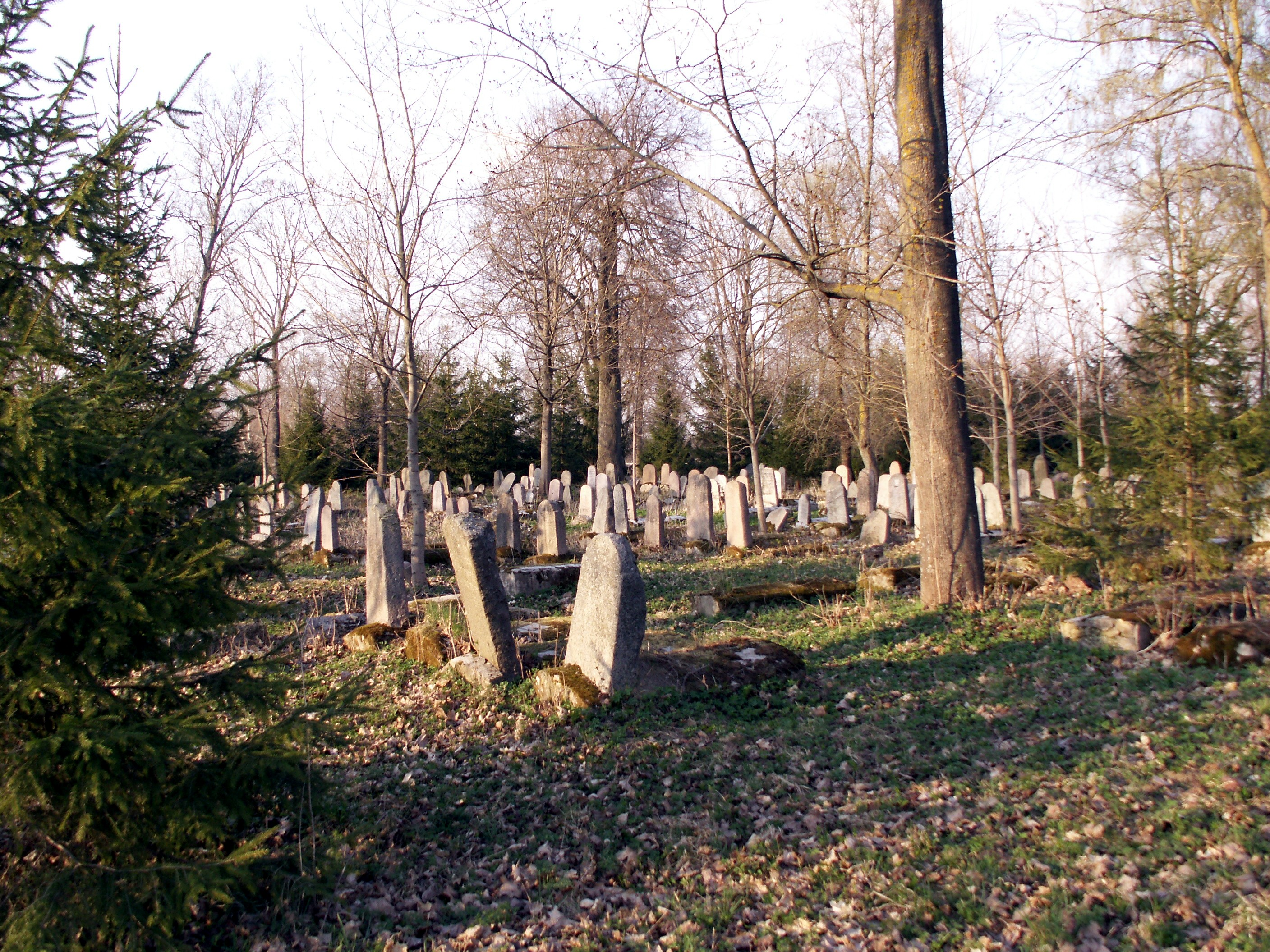
Біржайське караїмське кладовище

6 лютого 1520 за архівними даними, у Біржаї було 53 людини. Це найстаріша задокументована інформація про місто Біржай. 1528 в документах маєткового перепису зазначено, що в маєтку Біржай проживає 63 громадянина.
1570 історичні джерела згадують, що в Біржайському князівстві є 12 німецьких куренів. 1610 у Біржаї зареєстровано 86 будинків. 1662 у Біржі було вже 114 будинків, з них 12 урядових: ратуша, кальвіністська та лютеранська церкви, школа, будинок міського писаря, в'язниця, катівня, будинки священика, лікаря і вчителя.
1 липня 1666 Біржай знищила пожежа. 1682 в Біржаї зафіксовано 182 будинки. 1764 було зареєстровано 154 двори, 1797 - 218, 1803 - 212, але в 1829 - лише 205. 1841 зафіксовано 264 двори. 1880 у Біржаї було 536 будинків, з них 2 цегляних, 3 шкіряні майстерні, 40 магазинів, працювало кілька сотень майстрів.
| Динаміка населення з 1823 по 2017 |          |          |          |          |        |
| 1823                              | 1858     | 1891     | 1897пер. | 1923пер. | 1931   |
| 2000                              | 2682     | 3000     | 4413     | 5315     | 5705   |
| 1939                              | 1959пер. | 1964     | 1970пер. | 1975     | 1976   |
| 8281                              | 8624     | 9400     | 11 160   | 13 400   | 13 700 |
| 1979пер.                          | 1989пер. | 2001пер. | 2011пер. | 2017     | -      |
| 14 401                            | 15 907   | 15 262   | 12 465   | 10 954   | -      |
| Гістограма динаміки населення     |          |          |          |          |        |

## Економіка

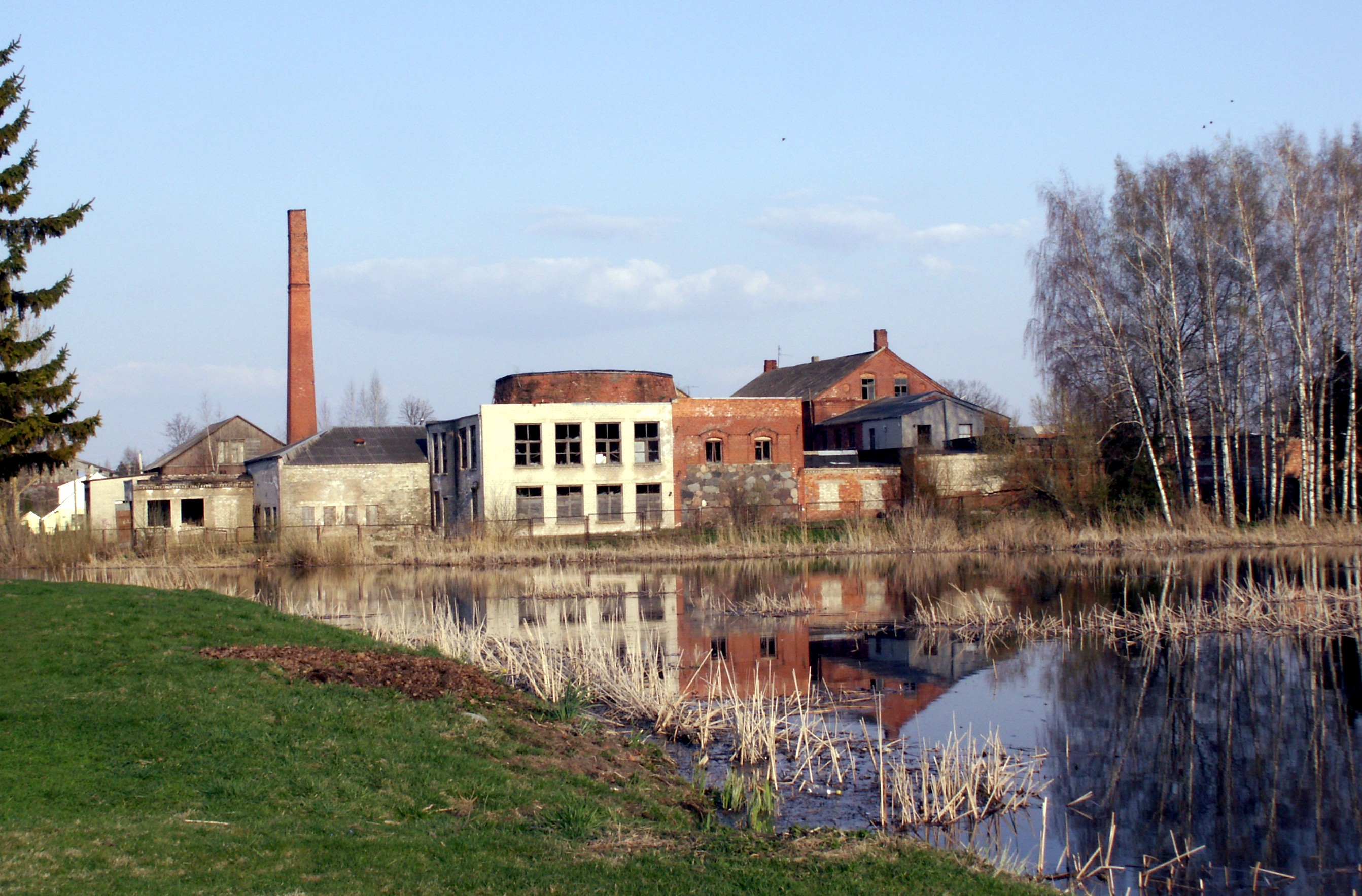
Колишній Біржайський млин.

В місті розвинена текстильна промисловість, особливо лляна, харчова, пивна промисловість, виробництво будівельних матеріалів. Найбільші компанії: компанія з виробництва лляної пряжі та тканин AТ "Siūlas", лісопильний завод "Astravas", заснований у 1993, зернопереробна компанія "Біржайське зерно» (1994), м’ясопереробне підприємство «Agaras», «Biržai duona» (1995), «Biržai alus» (1995), Біржайський автобусний парк «Biržai statyba» (1993), «Biržų gelžbetonis» (1996), «Biržų zemtiekimas» (1991), лісообробне підприємство «Tyla».
Через Біржай проходять автомагістралі на Пасваліс, Рокишкіс, Купишкіс, Ригу.

## Відомі люди
- Шимон Старовольський - відвідав Біржай (пол. Birże) на межи 1640-1650 років; записав (завдяки цьому зберігся) текст надгробної епітафії Катажини (Катерини) Радзивілл (дружини князя Януша Радзивілла, доньки старости генерального Стефана Потоцького та Марії Амалії з Могил Потоцької, померла 10 лютого 1643 р.) в костелі.[7]

## Культура
У місті стоїть Церква Іоанна Хрестителя, Біржайська євангельсько-реформована церква, Біржайська євангельсько-лютеранська церква, Біржайська об'єднана методистська церква, Біржайська православна церква (збудована 1865), Біржайська ратуша, пам’ятник полеглим за незалежність Литви (збудований 1931, скульптор Робертас Антініс (1898), зображує молоду жінку біля хреста з вінком у руках, пам’ятник названий на честь Біруте; підірваний у 1946, перебудований у 1990, скульптор Робертас Антініс (1946), пам'ятник Юліусу Янонісу (1976, скульптор К. Богданас, архітектор В. Бредікіс).
У Біржаї є будинок культури і культурний центр, кінотеатр і розважальний центр, туристичний інформаційний центр. На південній стороні озера Ширвенас стоїть Біржайський замок, у якому розташований Біржайський музей, заснований у 1928, з експонатами мистецтва, історії та природи, а також бібліотека.
Газети, що виходять у місті:
- «Слово біржайців» (з 1994 р.)
- "Siaure rytai" (з 2000 р.)

## Спорт
- «Шірвена», (футбольний клуб).
- Центральний стадіон